# 格利高里岩
格利高里岩（英語：Gregory Rock）是南極洲的岩石，位於瑪麗伯德地，處於林伍德峰西南面13公里，美國地質調查局根據測量和美國海軍拍攝的空中照片繪入地圖，現時由南極條約體系管理。